# Liga Juvenil de la UEFA 2017-18
La Liga Juvenil de la UEFA 2017-18 fue la 5.ª edición de la competición. Se disputa desde el 12 de septiembre del 2017 y finalizará el 23 de abril de 2018. La competición se compone de los equipos juveniles de los 32 clubes que lograron su clasificación para la fase de grupos de la Liga de Campeones de la UEFA 2017-18 y 32 clubes que representaron a los campeones nacionales de las 32 federaciones con mejor ranking.
El actual campeón defensor fue el Red Bull Salzburgo, pero fue eliminado en octavos de final. Desde esta temporada, al campeón defensor de la Liga Juvenil de la UEFA se le otorga un cupo en el camino de los Campeones Nacionales si hay una vacante.
Para esta edición, son elegibles los jugadores que nacieron luego del 1 de enero de 1999.

## Distribución de equipos por Asociaciones
Un total de sesenta y cuatro equipos participaron en la Liga Juvenil de la UEFA 2017–18, procedentes de los equipos matrices pertenecientes a las asociaciones de la UEFA con competición propia de liga. Por tercera vez, se dividió en dos rutas el acceso a las fases finales, la ruta de los equipos de la Liga de Campeones y la ruta de los Campeones Nacionales.
Los campeones nacionales de las 32 federaciones con mejor ranking según el coeficiente de las federaciones de la UEFA 2016, tienen la posibilidad de ser partes de la Liga Juvenil de la UEFA, usando el mismo ranking que se utilizó para decidir el acceso de los equipos a la Liga de Campeones de la UEFA y Liga Europa de la UEFA 2017/18.
|                             |                             | Equipos que entran en esta fase                                                  | Equipos que provienen de la fase anterior                          |
| --------------------------- | --------------------------- | -------------------------------------------------------------------------------- | ------------------------------------------------------------------ |
| Primera fase (32 equipos)   | Primera fase (32 equipos)   | - 32 equipos campeones de su federación                                          |                                                                    |
| Segunda fase (16 equipos)   | Segunda fase (16 equipos)   |                                                                                  | - 16 ganadores de la primera fase                                  |
| Fase de grupos (32 equipos) | Fase de grupos (32 equipos) | - 32 equipos que participan en la fase de grupos de la Liga de Campeones 2016-17 |                                                                    |
| Play off (16 equipos)       | Play off (16 equipos)       |                                                                                  | - 8 ganadores de la segunda fase - 8 segundos de la fase de grupos |
| Fase final (16 equipos)     | Fase final (16 equipos)     |                                                                                  | - 8 primeros de la fase de grupos - 8 ganadores de la eliminatoria |

## Equipos
Los sesenta y cuatro equipos pertenecientes a 43 de las 55 asociaciones miembro de la UEFA se dividieron en dos secciones, donde países como Albania, Letonia y Luxemburgo entraron por primera vez. Se dividieron en dos secciones:
- El equipo juvenil de los treinta y dos clubes que clasificaron a la fase de grupos de la Liga de Campeones de la UEFA 2017-18 entraron a la Ruta de la Liga de Campeones de la UEFA.[3] Si hubiera una vacante (algún equipo juvenil que no quisiera entrar), se llenaría con otro equipo definido por la UEFA.
- Los equipos juveniles de los Campeones Nacionales de las treinta y dos asociaciones de acuerdo con el coeficiente por nación de la UEFA 2016, entraron a la Ruta de los Campeones Nacionales.[4][5] Si hubiera una vacante (asociaciones sin ningún campeón nacional a nivel juvenil o que su campeón nacional a nivel juvenil ya esté incluido en la Ruta de la Liga de Campeones de la UEFA) se podría llenar primero con el campeón defensor de la edición anterior si es que no estuviera clasificado ya, o sino por el campeón nacional juvenil de la siguiente asociación del ranking de la UEFA.

### Reglas de clasificación
Los equipos se clasifican según los puntos obtenidos en la fase de grupos (3 puntos por ganar, 1 punto por empatar y 0 puntos por perder), si algún equipo está empatado con otro a puntos, se aplicarán unos criterios de desempate, en el siguiente orden para determinar quien quedará por encima (Artículo 17.01 del Reglamento UEFA para la Liga de Campeones de la temporada 2017-18):
1. Puntos logrados en los enfrentamientos directos entre ambos clubes.
2. Diferencia de goles en los enfrentamientos directos entre ambos clubes.
3. Goles marcados en los enfrentamientos directos entre ambos clubes.
4. Goles como visitante marcados en los enfrentamientos directos entre ambos clubes.
5. Si más de dos equipos están empatados y después de aplicar estos criterios de enfrentamientos directos, un subconjunto de equipos aun siguen empatados, se volverán a emplear dichos criterios exclusivamente a este subconjunto de equipos.
6. Diferencia de goles en todos los partidos del grupo.
7. Goles marcados en todos los partidos del grupo.
8. Goles como visitante marcados en todos los partidos del grupo.
9. Victorias en todos los partidos del grupo.
10. Victorias como visitante en todos los partidos del grupo.
11. Puntos de disciplina (tarjeta roja: 3 puntos, tarjeta amarilla: 1 punto, expulsión por doble amarilla en un encuentro: 3 puntos).
12. Coeficiente de la UEFA para los clubes.

## Competición

### Ruta de la Liga de Campeones de la UEFA
Los 32 clubes que participaron en la Liga de Campeones de la UEFA 2017/18, fueron representados en la Liga Juvenil de la UEFA 2017-18 por jugadores sub-19, compitiendo en grupos con la misma configuración y calendario que la competición absoluta, obteniendo los ocho campeones de grupo pase directo a octavos de final. Los ocho segundos disputaron una fase adicional de play off.
Los partidos se disputaron el 12–13 de septiembre, 26–27 de septiembre, 17–18 de octubre, 31–1 de noviembre, 21–22 de noviembre y 5–6 de diciembre, coincidiendo con las fechas de la Liga de Campeones de la UEFA 2017/18.

### Grupo A
| Pos. | Equipo            | Pts. | PJ | G | E | P | GF | GC | Dif. | Clasificación    |     | BAS | MUN | BEN | CSM |
| ---- | ----------------- | ---- | -- | - | - | - | -- | -- | ---- | ---------------- | --- | --- | --- | --- | --- |
| 1    | Basel             | 11   | 6  | 3 | 2 | 1 | 14 | 11 | +3   | Octavos de final |     | —   | 4–3 | 2–2 | 4–2 |
| 2    | Manchester United | 11   | 6  | 3 | 2 | 1 | 11 | 9  | +2   | Play offs        |     | 4–3 | —   | 1–1 | 1-0 |
| 3    | Benfica           | 7    | 6  | 1 | 4 | 1 | 14 | 11 | +3   |                  |     | 0-0 | 2–2 | —   | 5–1 |
| 4    | CSKA Moscow       | 3    | 6  | 1 | 0 | 5 | 8  | 15 | −7   |                  | 2–3 | 1–2 | 2-0 | —   |     |

 Fuente: UEFA
Criterios de clasificación: Reglas de clasificación

### Grupo B
| Pos. | Equipo              | Pts. | PJ | G | E | P | GF | GC | Dif. | Clasificación    |     | BAY | PSG | CEL | AND |
| ---- | ------------------- | ---- | -- | - | - | - | -- | -- | ---- | ---------------- | --- | --- | --- | --- | --- |
| 1    | Bayern de Múnich    | 14   | 6  | 4 | 2 | 0 | 14 | 6  | +8   | Octavos de final |     | —   | 3-1 | 6–2 | 1–0 |
| 2    | Paris Saint-Germain | 10   | 6  | 3 | 1 | 2 | 11 | 9  | +2   | Play offs        |     | 1–1 | —   | 2–3 | 2–3 |
| 3    | Celtic              | 6    | 6  | 2 | 0 | 4 | 10 | 15 | −5   |                  |     | 1–2 | 2–3 | —   | 3-1 |
| 4    | Anderlecht          | 4    | 6  | 1 | 1 | 4 | 6  | 11 | −5   |                  | 1–1 | 0–2 | 1–2 | —   |     |

 Fuente: UEFA
Criterios de clasificación: Reglas de clasificación

### Grupo C
| Pos. | Equipo          | Pts. | PJ | G | E | P | GF | GC | Dif. | Clasificación    |     | CHE | ATL | ASR | QAR |
| ---- | --------------- | ---- | -- | - | - | - | -- | -- | ---- | ---------------- | --- | --- | --- | --- | --- |
| 1    | Chelsea         | 15   | 6  | 5 | 0 | 1 | 17 | 7  | +10  | Octavos de final |     | —   | 4-2 | 0–2 | 5–0 |
| 2    | Atlético Madrid | 9    | 6  | 3 | 0 | 3 | 12 | 11 | +1   | Play offs        |     | 1–3 | —   | 2–1 | 0–1 |
| 3    | Roma            | 9    | 6  | 3 | 0 | 3 | 11 | 6  | +5   |                  |     | 1–2 | 1–2 | —   | 3-0 |
| 4    | Qarabağ         | 3    | 6  | 1 | 0 | 5 | 3  | 19 | −16  |                  | 1–3 | 1–5 | 0–3 | —   |     |

 Fuente: UEFA
Criterios de clasificación: Reglas de clasificación

### Grupo D
| Pos. | Equipo      | Pts. | PJ | G | E | P | GF | GC | Dif. | Clasificación    |     | BAR | SCP | OLY | JUV |
| ---- | ----------- | ---- | -- | - | - | - | -- | -- | ---- | ---------------- | --- | --- | --- | --- | --- |
| 1    | Barcelona   | 16   | 6  | 5 | 1 | 0 | 12 | 1  | +11  | Octavos de final |     | —   | 1-1 | 5–0 | 1–0 |
| 2    | Sporting CP | 9    | 6  | 2 | 3 | 1 | 10 | 6  | +4   | Play offs        |     | 0–1 | —   | 1–1 | 2–0 |
| 3    | Olympiacos  | 5    | 6  | 1 | 2 | 3 | 6  | 14 | −8   |                  |     | 0–3 | 2–2 | —   | 2-0 |
| 4    | Juventus    | 3    | 6  | 1 | 0 | 5 | 4  | 11 | −7   |                  | 0–1 | 1–4 | 3–1 | —   |     |

 Fuente: UEFA
Criterios de clasificación: Reglas de clasificación

### Grupo E
| Pos. | Equipo           | Pts. | PJ | G | E | P | GF | GC | Dif. | Clasificación    |     | LIV | SPA   | SEV | MAR |
| ---- | ---------------- | ---- | -- | - | - | - | -- | -- | ---- | ---------------- | --- | --- | ----- | --- | --- |
| 1    | Liverpool        | 15   | 6  | 5 | 0 | 1 | 18 | 3  | +15  | Octavos de final |     | —   | 6 dic | 4–0 | 3–0 |
| 2    | Spartak de Moscú | 8    | 6  | 2 | 2 | 2 | 11 | 8  | +3   | Play offs        |     | 2–1 | —     | 1–1 | 5-0 |
| 3    | Sevilla          | 8    | 6  | 2 | 2 | 2 | 6  | 12 | −6   |                  |     | 0-4 | 3–3   | —   | 1–0 |
| 4    | Maribor          | 3    | 6  | 1 | 0 | 5 | 2  | 14 | −12  |                  | 1–4 | 1–0 | 0-1   | —   |     |

 Fuente: UEFA
Criterios de clasificación: Reglas de clasificación

### Grupo F
| Pos. | Equipo           | Pts. | PJ | G | E | P | GF | GC | Dif. | Clasificación    |     | MCI | FEY | SHA | NAP |
| ---- | ---------------- | ---- | -- | - | - | - | -- | -- | ---- | ---------------- | --- | --- | --- | --- | --- |
| 1    | Manchester City  | 13   | 6  | 4 | 1 | 1 | 14 | 7  | +7   | Octavos de final |     | —   | 0-0 | 3–1 | 3–1 |
| 2    | Feyenoord        | 9    | 6  | 2 | 3 | 1 | 11 | 8  | +3   | Play offs        |     | 0–2 | —   | 4–0 | 4-3 |
| 3    | Shakhtar Donetsk | 7    | 6  | 2 | 1 | 3 | 4  | 12 | −8   |                  |     | 2-1 | 1–1 | —   | 1–2 |
| 4    | Napoli           | 4    | 6  | 1 | 1 | 4 | 12 | 17 | −5   |                  | 3–5 | 2–2 | 1-2 | —   |     |

 Fuente: UEFA
Criterios de clasificación: Reglas de clasificación

### Grupo G
| Pos. | Equipo     | Pts. | PJ | G | E | P | GF | GC | Dif. | Clasificación    |     | POR | MON | RBL | BES |
| ---- | ---------- | ---- | -- | - | - | - | -- | -- | ---- | ---------------- | --- | --- | --- | --- | --- |
| 1    | Porto      | 15   | 6  | 5 | 0 | 1 | 15 | 7  | +8   | Octavos de final |     | —   | 2-1 | 3–2 | 5–1 |
| 2    | Monaco     | 10   | 6  | 3 | 1 | 2 | 15 | 10 | +5   | Play offs        |     | 3–2 | —   | 2-2 | 3–0 |
| 3    | RB Leipzig | 5    | 6  | 1 | 2 | 3 | 10 | 12 | −2   |                  |     | 0–2 | 1–4 | —   | 4-0 |
| 4    | Beşiktaş   | 4    | 6  | 1 | 1 | 4 | 5  | 16 | −11  |                  | 0-1 | 3–2 | 1–1 | —   |     |

 Fuente: UEFA
Criterios de clasificación: Reglas de clasificación

### Grupo H
| Pos. | Equipo            | Pts. | PJ | G | E | P | GF | GC | Dif. | Clasificación    |     | TOT | RMA | DOR | APO  |
| ---- | ----------------- | ---- | -- | - | - | - | -- | -- | ---- | ---------------- | --- | --- | --- | --- | ---- |
| 1    | Tottenham Hotspur | 13   | 6  | 4 | 1 | 1 | 15 | 6  | +9   | Octavos de final |     | —   | 3–2 | 4–0 | 4-1  |
| 2    | Real Madrid       | 10   | 6  | 3 | 1 | 2 | 21 | 10 | +11  | Play offs        |     | 1–1 | —   | 2-1 | 10–0 |
| 3    | Borussia Dortmund | 9    | 6  | 3 | 0 | 3 | 14 | 12 | +2   |                  |     | 1-3 | 5–3 | —   | 5–0  |
| 4    | APOEL             | 3    | 6  | 1 | 0 | 5 | 2  | 24 | −22  |                  | 1–0 | 0-3 | 0–2 | —   |      |

 Fuente: UEFA
Criterios de clasificación: Reglas de clasificación

### Ruta de los Campeones Nacionales
Los campeones nacionales de las 32 federaciones con mejor ranking, según el de coeficientes de federaciones de la UEFA 2016, serán representados en la Liga Juvenil de la UEFA 2017-18, con jugadores sub-19. Competirán en dos rondas eliminatorias a doble partido y no habrá cabezas de serie. Los ocho ganadores pasan a los play-offs.

#### Primera ronda
Los partidos de ida se disputaron el 26–27 de septiembre de 2017 y los de vuelta el 17–18 de octubre de 2017.
En negrita los equipos clasificados.
| Equipo 1           | Agr.         | Equipo 2            | Ida | Vuelta |
| ------------------ | ------------ | ------------------- | --- | ------ |
| Inter de Milán     | 5–2          | Dinamo de Kiev      | 2–2 | 3–0    |
| Zimbru Chișinău    | 7–3          | Vllaznia Shkodër    | 3–1 | 4–2    |
| Ludogorets Razgrad | 3–4          | Željezničar         | 1–1 | 2–3    |
| Dinamo de Bucarest | 2–4          | Lokomotiva Zagreb   | 0–2 | 2–2    |
| KäPa               | 2–4          | Esbjerg             | 1–2 | 1–2    |
| Breiðablik         | 1–3          | Legia de Varsovia   | 1–3 | 0–0    |
| UCD                | 3–3 (4–5 p.) | Molde               | 2–1 | 1–2    |
| Hammarby           | 0–6          | Ajax                | 0–4 | 0–2    |
| Bordeaux           | 0–5          | Red Bull Salzburg   | 0–1 | 0–4    |
| Nitra              | 2–1          | Shkëndija           | 1–0 | 1–1    |
| F91 Dudelange      | 1–7          | Sparta Prague       | 0–4 | 1–3    |
| Sutjeska Nikšić    | 2–3          | Honvéd              | 2–2 | 0–1    |
| Brodarac           | 2–1          | Maccabi Haifa       | 1–1 | 1–0    |
| Kairat             | 2–11         | Krasnodar           | 2–2 | 0–9    |
| Liepāja            | 2–4          | Shakhtyor Soligorsk | 2–1 | 0–3    |
| Bursaspor          | 1–2          | Saburtalo Tbilisi   | 0–1 | 1–1    |

#### Segunda ronda
Los partidos de ida se jugaron los días 29, 30 y 31 de octubre y 1 de noviembre, y los de vuelta los días 21 y 22 de noviembre de 2017.
En negrita los equipos clasificados.
| Equipo 1            | Agr. | Equipo 2          | Ida | Vuelta |
| ------------------- | ---- | ----------------- | --- | ------ |
| Zimbru Chișinău     | 0–4  | Molde             | 0–0 | 0–2    |
| Lokomotiva Zagreb   | 1–1  | Željezničar       | 1–1 | 0–0    |
| Internazionale      | 10–1 | Esbjerg           | 4–1 | 6–0    |
| Legia Warsaw        | 3–4  | Ajax              | 1–4 | 2–0    |
| Brodarac            | 3–3  | Saburtalo Tbilisi | 1–1 | 2–2    |
| Shakhtyor Soligorsk | 2–3  | Nitra             | 2–0 | 0–3    |
| Krasnodar           | 9–1  | Honvéd            | 8–0 | 1–1    |
| Sparta Prague       | 2–6  | Red Bull Salzburg | 2–4 | 0–2    |

## Play offs
Los ocho campeones de la ruta de los Campeones Nacionales jugaron como locales ante los ocho segundos de la ruta de la UEFA Champions League en eliminatorias a partido único que decidieron los ocho equipos restantes para octavos de final.
Los partidos se disputaron los días 6 y 7 de febrero de 2018.
| Equipo 1          | Resultado      | Equipo 2            |
| ----------------- | -------------- | ------------------- |
| Molde             | 2–2 (pen. 2–4) | Monaco              |
| Internazionale    | 3–3 (pen. 3–1) | Spartak Moscow      |
| Ajax              | 0–0 (pen. 2–4) | Paris Saint-Germain |
| Red Bull Salzburg | 5–2            | Sporting CP         |
| Brodarac          | 0–2            | Manchester United   |
| Nitra             | 2–3            | Feyenoord           |
| Željezničar       | 1–3            | Atlético Madrid     |
| Krasnodar         | 0–0 (pen. 0–3) | Real Madrid         |

## Cuadro final
|  | Octavos de final      | Octavos de final |                     |       | Cuartos de final | Cuartos de final |  |  | Semifinales | Semifinales |  |  | Final | Final |
|  |                       |                  |                     |       |                  |                  |  |  |             |             |  |  |       |       |
|  | 21 de febrero         |                  |                     |       |                  |                  |  |  |             |             |  |  |       |       |
|  |                       |                  |                     |       |                  |                  |  |  |             |             |  |  |       |       |
|  | Bayern Munich         | 2                |                     |       |                  |                  |  |  |             |             |  |  |       |       |
|  | Bayern Munich         | 2                | 13/14 de marzo      |       |                  |                  |  |  |             |             |  |  |       |       |
|  | Real Madrid           | 3                |                     |       |                  |                  |  |  |             |             |  |  |       |       |
|  | Real Madrid           | 3                | Real Madrid         | 2     |                  |                  |  |  |             |             |  |  |       |       |
|  | 21 de febrero         |                  | Real Madrid         | 2     |                  |                  |  |  |             |             |  |  |       |       |
|  |                       | Chelsea          | 4                   |       |                  |                  |  |  |             |             |  |  |       |       |
|  | Chelsea               | Chelsea          | 4                   | 5     |                  |                  |  |  |             |             |  |  |       |       |
|  | Chelsea               |                  | 20 de abril – Nyon  | 5     |                  |                  |  |  |             |             |  |  |       |       |
|  | Feyenoord             | 2                |                     |       |                  |                  |  |  |             |             |  |  |       |       |
|  | Feyenoord             | 2                | Chelsea (p)         | 2 (5) |                  |                  |  |  |             |             |  |  |       |       |
|  | 21 de febrero         |                  | Chelsea (p)         | 2 (5) |                  |                  |  |  |             |             |  |  |       |       |
|  |                       | Porto            | 2 (4)               |       |                  |                  |  |  |             |             |  |  |       |       |
|  | Tottenham Hotspur (p) | Porto            | 2 (4)               | 1 (3) |                  |                  |  |  |             |             |  |  |       |       |
|  | Tottenham Hotspur (p) | 13/14 de marzo   |                     | 1 (3) |                  |                  |  |  |             |             |  |  |       |       |
|  | AS Monaco             | 1 (1)            |                     |       |                  |                  |  |  |             |             |  |  |       |       |
|  | AS Monaco             | 1 (1)            | Tottenham Hotspur   | 0     |                  |                  |  |  |             |             |  |  |       |       |
|  | 21 de febrero         |                  | Tottenham Hotspur   | 0     |                  |                  |  |  |             |             |  |  |       |       |
|  |                       | Porto            | 2                   |       |                  |                  |  |  |             |             |  |  |       |       |
|  | Porto                 | Porto            | 2                   | 3     |                  |                  |  |  |             |             |  |  |       |       |
|  | Porto                 |                  | 23 de abril – Nyon  | 3     |                  |                  |  |  |             |             |  |  |       |       |
|  | Red Bull Salzburg     | 1                |                     |       |                  |                  |  |  |             |             |  |  |       |       |
|  | Red Bull Salzburg     | 1                | Chelsea             | 0     |                  |                  |  |  |             |             |  |  |       |       |
|  | 20 de febrero         |                  | Chelsea             | 0     |                  |                  |  |  |             |             |  |  |       |       |
|  |                       | Barcelona        | 3                   |       |                  |                  |  |  |             |             |  |  |       |       |
|  | Manchester City (p)   | Barcelona        | 3                   | 1 (3) |                  |                  |  |  |             |             |  |  |       |       |
|  | Manchester City (p)   | 13/14 de marzo   |                     | 1 (3) |                  |                  |  |  |             |             |  |  |       |       |
|  | Internazionale        | 1 (2)            |                     |       |                  |                  |  |  |             |             |  |  |       |       |
|  | Internazionale        | 1 (2)            | Manchester City (p) | 1 (3) |                  |                  |  |  |             |             |  |  |       |       |
|  | 21 de febrero         |                  | Manchester City (p) | 1 (3) |                  |                  |  |  |             |             |  |  |       |       |
|  |                       | Liverpool        | 1 (2)               |       |                  |                  |  |  |             |             |  |  |       |       |
|  | Liverpool             | Liverpool        | 1 (2)               | 2     |                  |                  |  |  |             |             |  |  |       |       |
|  | Liverpool             |                  | 20 de abril – Nyon  | 2     |                  |                  |  |  |             |             |  |  |       |       |
|  | Manchester United     | 0                |                     |       |                  |                  |  |  |             |             |  |  |       |       |
|  | Manchester United     | 0                | Manchester City     | 4     |                  |                  |  |  |             |             |  |  |       |       |
|  | 20 de febrero         |                  | Manchester City     | 4     |                  |                  |  |  |             |             |  |  |       |       |
|  |                       | Barcelona        | 5                   |       |                  |                  |  |  |             |             |  |  |       |       |
|  | PSG                   | Barcelona        | 5                   | 0     |                  |                  |  |  |             |             |  |  |       |       |
|  | PSG                   | 13/14 de marzo   |                     | 0     |                  |                  |  |  |             |             |  |  |       |       |
|  | Barcelona             | 1                |                     |       |                  |                  |  |  |             |             |  |  |       |       |
|  | Barcelona             | 1                | Barcelona           | 2     |                  |                  |  |  |             |             |  |  |       |       |
|  | 21 de febrero         |                  | Barcelona           | 2     |                  |                  |  |  |             |             |  |  |       |       |
|  |                       | Atlético Madrid  | 0                   |       |                  |                  |  |  |             |             |  |  |       |       |
|  | Atlético Madrid       | Atlético Madrid  | 0                   | 1     |                  |                  |  |  |             |             |  |  |       |       |
|  | Atlético Madrid       |                  |                     | 1     |                  |                  |  |  |             |             |  |  |       |       |
|  | Basel                 | 0                |                     |       |                  |                  |  |  |             |             |  |  |       |       |
|  | Basel                 | 0                |                     |       |                  |                  |  |  |             |             |  |  |       |       |

### Octavos de final
| 21 de febrero de 2018, 18:00 | Bayern Munich         | 2:3 (1:2) | Real Madrid                          | FC Bayern Campus, Munich  |                           |
|                              | - Köhn 21' - Fein 54' | Reporte   | - 6' Baeza - 38' López - 74' Alberto | Árbitro(s): Benoît Millot | Árbitro(s): Benoît Millot |

| 20 de febrero de 2018, 18:00 | Manchester City                                                    | 1:1 (1:1) (3:2 p.)         | Internazionale                                                           | Academy Stadium, Mánchester               |                                           |
|                              | - L. Nmecha 27'                                                    | Reporte                    | - 12' Emmers                                                             | Árbitro(s): Mads-Kristoffer Kristoffersen | Árbitro(s): Mads-Kristoffer Kristoffersen |
|                              |                                                                    | Tiros desde el punto penal |                                                                          |                                           |                                           |
|                              | - F. Nmecha - Francis - Smith - Foden - L. Nmecha - Díaz - Touaizi |                            | - Colidio - Pinamonti - Emmers - Rover - Zaniolo - Lombardoni - Bettella |                                           |                                           |

| 21 de febrero de 2018, 16:00 | Atlético Madrid | 1:0 (0:0) | Basel | Estadio Cerro del Espino, Majadahonda |                           |
|                              | - Salido 83'    | Reporte   |       | Árbitro(s): Andrew Dallas             | Árbitro(s): Andrew Dallas |

| 21 de febrero de 2018, 14:00 | Porto                                 | 3:1 (1:0) | Red Bull Salzburg | CTFD PortoGaia, Vila Nova de Gaia |                            |
|                              | - Bessa 22' - Leite 75' - Fidelis 89' | Reporte   | - 68' Koïta       | Árbitro(s): Sandro Schärer        | Árbitro(s): Sandro Schärer |

| 20 de febrero de 2018, 16:00 | PSG | 0:1 (0:0) | Barcelona   | Georges Lefèvre, Saint-Germain-en-Laye |                            |
|                              |     | Reporte   | - 64' Pérez | Árbitro(s): Daniel Siebert             | Árbitro(s): Daniel Siebert |

| 21 de febrero de 2018, 16:00 | Liverpool                    | 2:0 (1:0) | Manchester United | Prenton Park, Birkenhead  |                           |
|                              | - Woodburn 11' - Camacho 78' | Reporte   |                   | Árbitro(s): Tiago Martins | Árbitro(s): Tiago Martins |

| 21 de febrero de 2018, 13:45 | Tottenham Hotspur                       | 1:1 (0:1) (3:1 p.)         | AS Monaco                                  | Broadhall Way, Stevenage     |                              |
|                              | - Bennetts 50'                          | Reporte                    | - 45' Alioui                               | Árbitro(s): Ville Nevalainen | Árbitro(s): Ville Nevalainen |
|                              |                                         | Tiros desde el punto penal |                                            |                              |                              |
|                              | - Shashoua - Sterling - Maghoma - Skipp |                            | - Alioui - Bongiovanni - Antonucci - Sylla |                              |                              |

| 21 de febrero de 2018, 20:00 | Chelsea                                                             | 5:2 (3:1) | Feyenoord                        | Recreation Ground, Aldershot |                              |
|                              | - Ampadu 6' - Redan 10' - Reith 27' - Geertruida 55' - St Clair 77' | Reporte   | - 15' El Bouchataoui - 82' Lewis | Árbitro(s): Roi Reinshreiber | Árbitro(s): Roi Reinshreiber |

### Cuartos de final
| 13 de marzo de 2018, 16:00 | Tottenham Hotspur | 0:2 (0:2) | Porto |                            |  |
|                            |                   |           |       | Árbitro(s): Gerogi Kabakov |  |

| 13 de marzo de 2018, 18:00 | Barcelona | 2:0 (2:0) | Atlético Madrid |                          |  |
|                            |           |           |                 | Árbitro(s): Bobby Madley |  |

| 14 de marzo de 2018, 14:00 | Manchester City | 1:1 (1:1) (3:2 p.) | Liverpool |                          |  |
|                            |                 |                    |           | Árbitro(s): Davide Massa |  |

| 14 de marzo de 2018, 16:00 | Real Madrid | 2:4 (1:3) | Chelsea |                            |  |
|                            |             |           |         | Árbitro(s): Daniel Siebert |  |

### Semifinales
| 20 de abril de 2018, 13:00 | Chelsea | 2:2 (1:1) (5:4 p.) | Porto | Centre Sportif de Colovray, Nyon |  |
|                            |         |                    |       | Árbitro(s): Srđan Jovanović      |  |

| 20 de abril de 2018, 17:00 | Manchester City | 4:5 (2:5) | Barcelona | Centre Sportif de Colovray, Nyon |  |
|                            |                 |           |           | Árbitro(s): Aliyar Aghayev       |  |

### Final
| 23 de abril de 2018, 17:00 | Chelsea | 0:3 (0:1) | Barcelona                       | Centre Sportif de Colovray, Nyon |                            |
|                            |         |           | - Marqués 33', 52' - Ruiz 90+2' | Árbitro(s): Andreas Ekberg       | Árbitro(s): Andreas Ekberg |